# Appretur

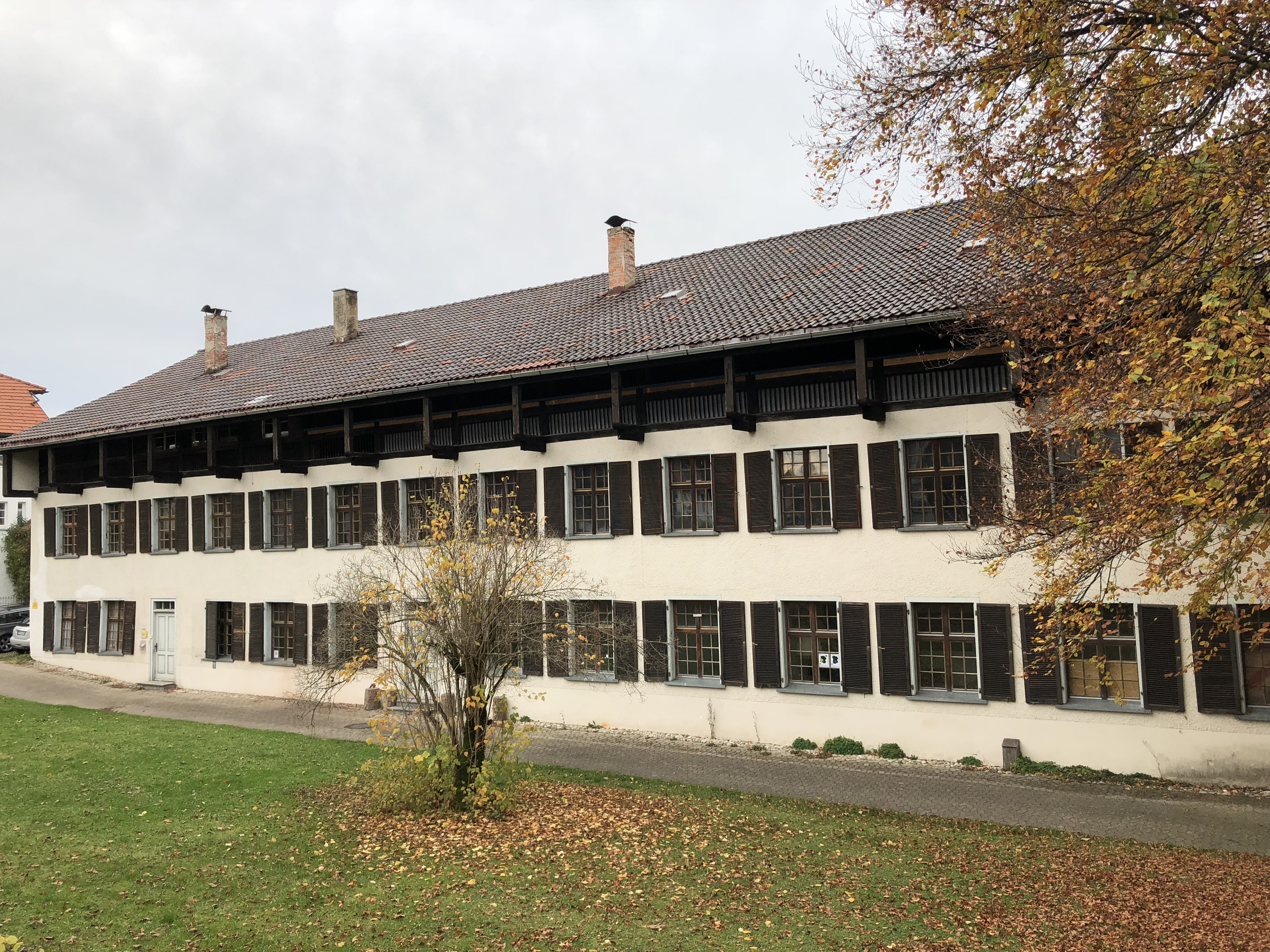
Die Appretur in Isny im Allgäu

Appretur (französisch apprêt ‚Ausrüstung, Zurichtung‘) bezeichnet die veredelnde Behandlung von Stoffen und Textilien, aber auch Garnen und Fasern sowie Papier und Leder, um ihnen ein besonderes Aussehen und/oder bestimmte Eigenschaften zu geben. Dazu gehören besondere Oberflächenstrukturen, Steifheit, Weichheit, Glanz, Dichte, Glätte, Geschmeidigkeit, aber auch wasserabweisende, antistatische, flammhemmende oder antimikrobielle Ausrüstungen. Auch die Betriebsstätte, wo großteils diese Verarbeitungsschritte durchgeführt werden, wird als Appretur bezeichnet.
Die Vorbehandlung und das Kolorieren der Textilien (Drucken, Bleichen, Färben) sind Prozesse, die vor der Appretur stattfinden.

## Manuelle Appretur
Im Haushalt sowie bei Textil-, Teppich- oder Lederreinigern werden praktisch ausschließlich Fertigerzeugnisse wie Kleidungsstücke, Teppiche oder Schuhe einer Appretur unterzogen. Im Allgemeinen dient dies der Auffrischung bzw. Wiederherstellung bestimmter Eigenschaften eines Produktes. So kann durch Aufbringen eines Imprägniermittels die Wasserdichtheit von Schuhen oder Jacken erneuert werden. Es werden Tischdecken oder Hemden mit einer Wäschestärke eingesprüht, um Griffigkeit und Steifheit zu erhöhen. Diese Arbeiten werden großteils von Hand bzw. mit nur geringem Maschineneinsatz ausgeführt. Die Haltbarkeit dieser Maßnahmen ist in der Regel begrenzt und muss unter Umständen nach jeder Reinigung wiederholt werden.

## Industrielle Appreturverfahren
In der industriellen Fertigung wird zwischen chemischer und mechanischer Appretur unterschieden. Diese erfolgen entweder in einem Nass- oder Trockenprozess. Üblicherweise folgen – je nach gewünschtem Effekt – die Appreturen meist der Kolorierung. Im Regelfall erfolgen diese Prozesse an dem textilen Flächengebilde in breitem Zustand oder in Strangform. Von der Appretur bei Garnen und Zwirnen spricht man – wenn überhaupt – üblicherweise nur bei Halbfertigfabrikaten wie z. B. Nähfäden und Handstrickgarnen.

### Chemische Appretur in der Industrie
Diese dient dazu, das Substrat zur Erzielung spezifischer Eigenschaften zu verändern, die es in seiner ursprünglichen Form nicht besitzen würde, und so die Gebrauchseigenschaften zu verbessern.
Um ein textiles Erzeugnis dauerhaft mit einer bestimmten Eigenschaft auszurüsten, werden Permanentappreturen eingesetzt. Dennoch ist die Haltbarkeit des Effektes von der Pflege und den Umgebungsbedingungen der daraus hergestellten Textilien abhängig.
Beispielsweise werden die Fasern eines Kleidungsstückes mit wasserabweisenden Chemikalien beschichtet, um einerseits Wasserdichtheit zu erreichen, andererseits aber weiterhin Luftdurchlässigkeit zu gewährleisten. Oder es werden Textilien mit Insektiziden imprägniert, um diese vor Motten zu schützen.

#### Technische Verfahren
Eine Auswahl: Abkochen, Ausziehverfahren, Entschlichten, Foulardieren, Karbonisieren, Laugieren, Mattieren, Mercerisieren, Oleophobieren, Pflatschen, Rakeln, Schaumauftrag, Sprühen, Spritzen, Walken

#### Verwendete Chemikalien
Eine Auswahl: Antistatika, Avivagen, Emulgatoren, Entschlichtungsmittel, Enzyme, Füll- und Versteifungsmittel, Fungizide, Hydrophobierungsmittel, Oleophobierungsmittel, Schiebefestmittel, Verdickungsmittel, Weichmacher, Weißtöner.

#### Warenbezeichnungen nach einer chemischen Appretur
Eine Auswahl: Antistatik, Antibakteriell, Antimikrobiell, Antimykotisch, Antipilling, Antischmutz, Antisoiling, Baygard, Beschichtung, Eulan, Flammhemmend, Fleckschutz, Fungizid, Fusselfrei, Hydrophob, Hygieneausrüstung, Imprägniert, Lichtstabilisiert, Mercerisiert, Mikrobakterizid, Mikrobizid,  Mikrofungizid, Mottenecht, Nanoausrüstung, Oleophob, Perigen, Schimmelfest, Schwer entflammbar, Flammfest, Scotchgard, Teflon, UV-Blocker, UV-stabilisiert, Waschmaschinenfest, Wasserundurchlässig

#### Umweltschutz
Infolge zunehmender Sensibilisierung in Bezug auf Umweltschutz und größerer Allergieanfälligkeit der Konsumenten hat sich die Ausrüstung von Textilien hin zu verträglichen und trotzdem effektiven Prozessen verändert. Seit den 1980er Jahren wird bei der Auswahl der Chemikalien ein immer größerer Wert auf Umweltverträglichkeit und Unbedenklichkeit für den Menschen gelegt. Gütesiegel wie Öko-Tex-Standard 100 des Österreichischen Textilforschungsinstituts (ÖTI) und des Forschungsinstituts Hohenstein GmbH oder Naturtextil des Internationalen Verbandes der Naturtextilwirtschaft IVN wurden ins Leben gerufen, um das Vertrauen in eine schadstoffarme Produktqualität zu sichern. Seit den 1990er Jahren steigt das Angebot an vollständig chemiefreien Textilerzeugnissen stark an und trägt so der Nachfrage umweltbewusster Konsumenten Rechnung.

### Mechanische Appretur in der Industrie
Ziel ist eine Veränderung der mechanischen Eigenschaften des Textils, beispielsweise
- Glätte oder Rauhigkeit
- Glanz oder Mattheit
- Offenheit oder Geschlossenheit
- Dichtigkeit oder Durchlässigkeit.

Die mechanische Appretur geht in den meisten Fällen mit einer chemischen Ausrüstung einher.

#### Technische Verfahren
Eine Auswahl:
- Dämpfen
- Dekatieren
- Filzen
- Gasieren / Sengen
- Gaufrieren / Prägen
- Kalandrieren
- Krumpfen
- Moirieren
- Rauen bzw. Rauhen
- Sanforisieren
- Scheren
- Schmirgeln
- Schrumpfen
- Thermofixieren
- Walken

Durch eine Wärmebehandlung werden vorhergegangene Ausrüstungsschritte fixiert, eine größere Formstabilität erreicht und das Aussehen, besonders nach mechanischen Appreturen, optimiert. Einige Textilien, wie manche Walkfilze, werden in einem mechanisch-thermischen Verfahren hergestellt.